# Крестовые походы
Кресто́вые похо́ды — серия религиозных военных походов XI—XV веков из королевств Западной Европы, инициированных и направлявшихся Латинской церковью против мусульман, язычников и еретиков.
В узком смысле — походы 1096—1204 годов в Палестину, направленные на «освобождение святынь христианства» (в первую очередь Иерусалима с Гробом Господним). В более широком смысле — также и другие походы, провозглашавшиеся римскими папами, в том числе более поздние, проводившиеся с целями обращения в христианство язычников Прибалтики и подавления еретических и антиклерикальных течений в Европе (против катаров, гуситов и др.).
В 1095 году папа Урбан II на Клермонском соборе провозгласил Первый крестовый поход. Он поддерживал византийского императора Алексея I в его борьбе против турок-сельджуков и призывал к вооруженному паломничеству в Иерусалим, что нашло восторженный отклик у представителей всех социальных слоёв Западной Европы. У первых крестоносцев были самые разные мотивы, в том числе религиозное спасение, выполнение феодальных обязательств, возможность обрести воинскую славу, а также заполучить экономическое или политическое преимущество. Поздние крестовые походы проводились обычно более организованными армиями, иногда во главе с королём. Всем выступавшим в поход были дарованы церковные индульгенции. В результате первоначальных успехов было создано четыре государства крестоносцев: графство Эдесса; княжество Антиохия; Иерусалимское королевство; и графство Триполи. Присутствие крестоносцев в той или иной форме закрепилось в регионе вплоть до падения Акры в 1291 году, после чего крестовых походов с целью возвращения Святой Земли не проводилось.

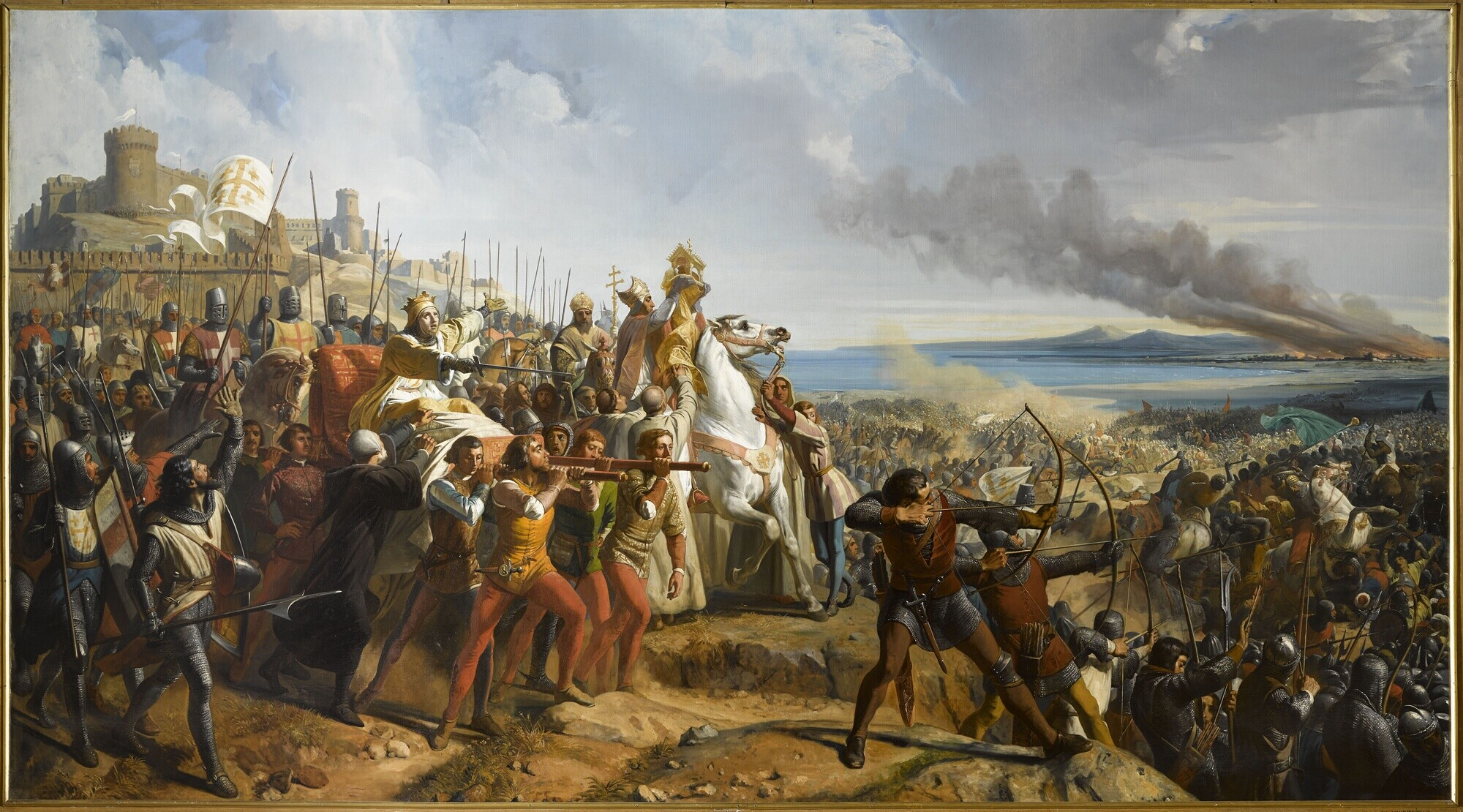
Картина французского художника Ларивьера, на которой изображена Битва при Монжизаре между силами Иерусалимского королевства и армией айюбидов во главе с Салах ад-Дином, в которой крестоносцы одержали победу

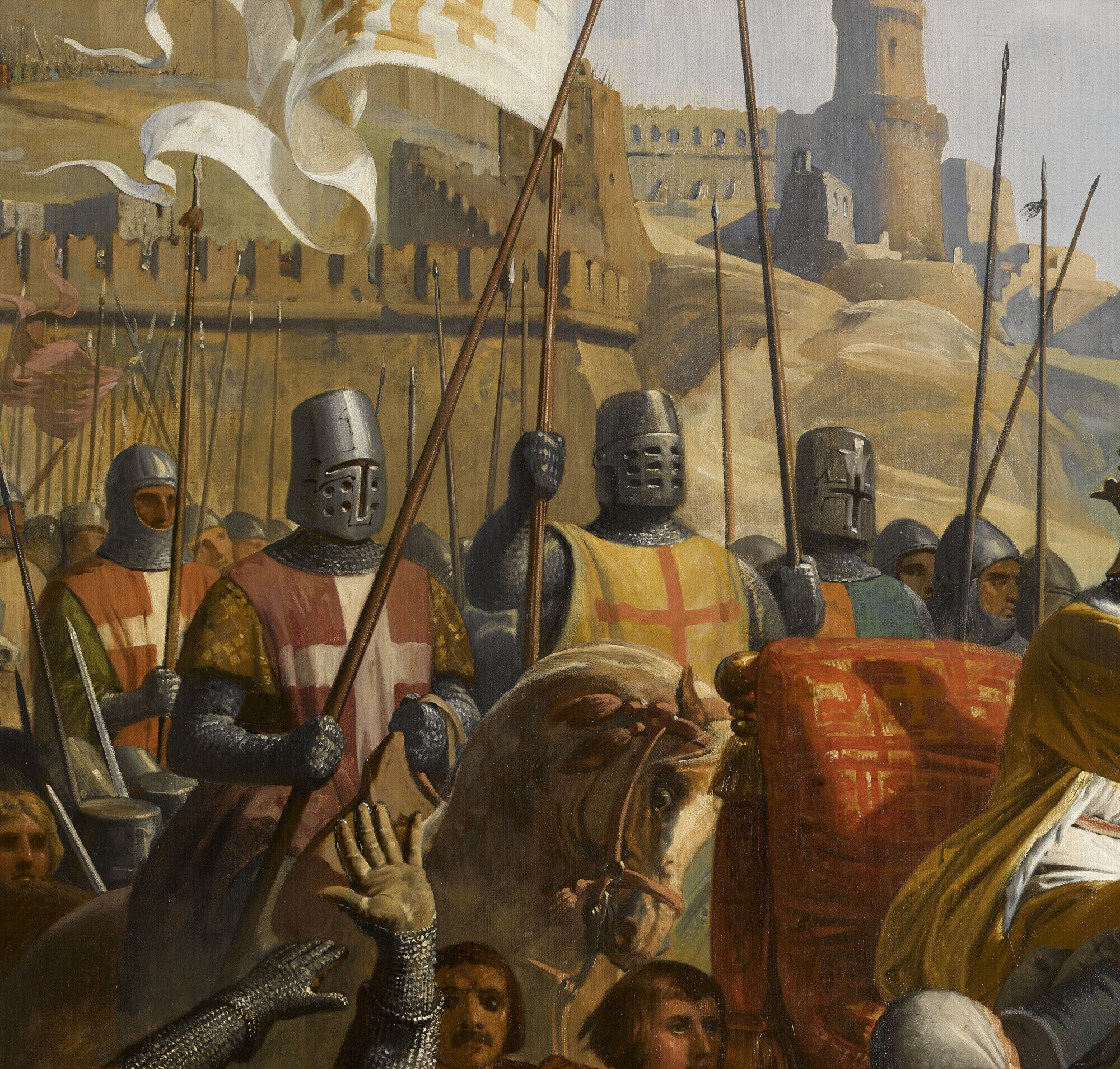
Характерное вооружение, доспехи и облачение крестоносцев (фрагмент картины выше)

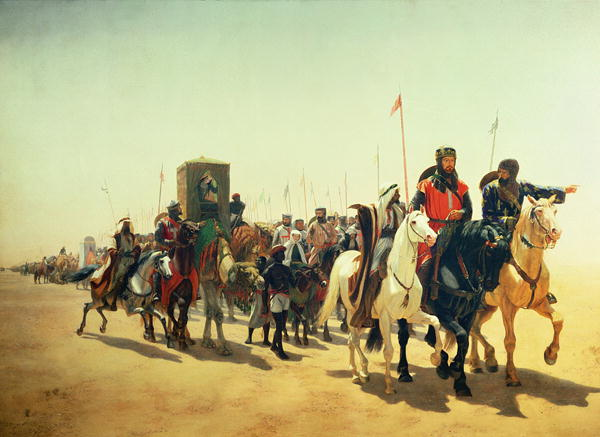
Король Ричард Львиное Сердце на пути к Иерусалиму

Параллельные военные кампании на Пиренейском полуострове против мавров и в северо-восточной Европе против языческих западнославянских, балтийских и финских народов (Северные крестовые походы) также назывались крестовыми походами — порой спустя много времени после окончания событий — ввиду получения одобрения Римско-католической церкви и того, что военные кампании были организованы аналогичным образом, часто со схожей риторикой, символикой и знамёнами, что применялись во время кампаний на Ближнем Востоке. Другие санкционированные церковью военные кампании, называвшиеся крестовыми походами, велись против еретических христианских сект (предшественников протопротестантизма), против Османской империи, а также по другим политическим причинам.
В настоящее время термин «крестовый поход» приобрёл переносное значение: образное выражение означает непримиримую организованную борьбу против чего-либо.

## История происхождения
Покорив мусульманские области Ближнего Востока, сельджуки (названные так по имени своего вождя Сельджука) не остановились и вторглись на византийские территории. В Византии вспыхнула паника. Её император Роман IV попытался остановить завоевателей, но в 1071 году, в битве при городе Манцикерте, византийское войско потерпело сокрушительное поражение, а сам он попал в плен. После этого у византийцев уже не было сил сопротивляться. Сельджуки, постепенно продвигаясь на запад, отняли у Византии почти всю Малую Азию.
Хлынув в огромном количестве на христианские города и деревни, сельджуки нещадно их грабили, разоряли и жгли. Пылали и рушились церкви и монастыри. Завоеватели оскверняли христианские святыни, подвергали изощрённым пыткам, а затем убивали священников и монахов, принуждали местное население принимать ислам, истребляя тех, кто сопротивлялся.
В 1071 году в руки сельджуков перешёл Иерусалим, город Христа, со всеми главными святынями христиан. Несколько столетий до этого святой город находился под властью арабов, которые терпимо относились к местным христианам и паломникам, постоянно прибывавшим из Европы для поклонения Гробу Господню. Новые хозяева города стали подвергать поруганию христианские храмы, ущемлять права местных христиан, чинить препятствия паломникам: их могли оскорбить, избить, продать в рабство, убить. Даже ходить по улицам города христианам стало опасно. Особенно безжалостно завоеватели издевались над иерусалимским патриархом, обращаясь с ним как с последним рабом. Однажды сельджуки, схватив его за бороду, стащили с престола на пол, а затем протащили по улицам на потеху толпе мусульман и без всякого повода засадили в темницу.
В Европе знали о затруднениях Византии. Начиная с 60-х годов XI века римские папы несколько раз выступали с идеей похода в помощь ей. Эта идея все больше и больше распространялась среди западных христиан. Огромную роль здесь сыграли известия о бесчинствах сельджуков в Иерусалиме, приносившиеся из Святой Земли многочисленными паломниками. От рассказов о творившихся там злодеяниях сердца слушателей сжимались, наполнялись гневом и стремлением покарать нечестивцев.
В ноябре 1095 года в южнофранцузском городе Клермоне состоялся церковный собор — собрание, на котором присутствовали все видные представители католической церкви: кардиналы, архиепископы, епископы, настоятели монастырей. Это было событие первоочередной важности, на которое съехалось также много рядовых священников, монахов и огромное множество мирян, как знатных сеньоров, рыцарей, так и простолюдинов. После окончания заседаний Клермонского собора перед лицом знати и духовенства папа Урбан II начал страстные проповеди об освобождении Иерусалима от турок-сельджуков и призвал к походу на Восток, чтобы освободить Гроб Господень и другие святыни, помочь Византии.
Истинным вдохновителем массового крестового похода стал простой нищий отшельник Пётр Амьенский по прозвищу Пустынник, родом из Пикардии. При посещении Голгофы и Гроба Господня, зрелище всяческих притеснений палестинских братьев по вере возбудило в нём сильнейшее негодование. Добившись от патриарха писем с мольбой о помощи, Пётр отправился в Рим к папе Урбану II, а затем, надев рубище, без обуви, с непокрытой головой и распятием в руках — по городам и весям Европы, проповедуя где только можно о походе для освобождения христиан и Гроба Господня. Простые люди, тронутые его красноречием, принимали Петра за святого, считали счастьем даже отщипнуть клочок шерсти от его ослика на память. Таким образом идея распространилась весьма широко и стала популярной.
Незадолго до этого византийский император Алексей I Комнин обратился к Урбану с просьбой помочь отразить нападение воинственных турок-сельджуков. Восприняв нашествие мусульман-турок как угрозу христианству, Папа согласился помочь императору, а также, желая привлечь на свою сторону общественное мнение в борьбе с другим претендентом на папский престол, поставил дополнительную цель — отвоевать у сельджуков Святую землю. В Клермоне желающие приносили торжественные клятвы и в знак обета нашивали на свои одежды кресты из полосок красной ткани. Отсюда и пошло имя «крестоносцы» и название их миссии — «Крестовый поход».
Первый поход на волне всеобщего воодушевления в целом достиг своих целей. В дальнейшем Иерусалим и Святая земля были вновь захвачены мусульманами, и Крестовые походы предпринимались для их освобождения. Последний (девятый) Крестовый поход в первоначальном значении состоялся в 1271—1272 годах.
Последние походы, которые также назывались «крестовыми», предпринимались в XV веке и были направлены против чешских гуситов и турок-османов.

## Крестовые походы на Восток

### Предпосылки
На Востоке
Быстрые успехи ислама в первом столетии его существования грозили серьёзной опасностью для европейского христианства: арабы завоевали Сирию, Палестину, Египет, северную Африку, Испанию. Начало VIII века было критическим моментом: на Востоке арабы завоевали большую часть ближневосточных территорий Византии вплоть до границ Малой Азии и уже грозили этому жизненно важному для империи региону, а на Западе пытались проникнуть за Пиренеи. Победы Льва Исавра и Карла Мартелла остановили арабскую экспансию, а дальнейшее распространение ислама было остановлено начавшимся вскоре политическим разложением мусульманского мира. Халифат раздробился на части, враждовавшие друг с другом.
Во второй половине X века Византийская империя получила даже возможность возвратить кое-что из потерянного ранее: Никифор Фока отвоевал у арабов Крит, часть Сирии, Антиохию. В XI веке положение дел снова изменилось в пользу мусульман. Византийский престол после смерти Василия II (1025) занимали слабые императоры, притом беспрерывно сменявшиеся. Слабость верховной власти оказалась тем более опасной для Византии, что как раз в это время восточной империи стала грозить серьёзная опасность и в Европе, и в Азии. В Передней Азии сельджуки совершали своё наступательное движение на Запад.
Под предводительством Шакир-бека (ум. 1059) и Тогрул-бека (ум. 1063) они подчинили своей власти большую часть Ирана, Армении и Месопотамии. Сын Шакира Алп-Арслан опустошил значительную часть Малой Азии (1067—1070) и взял в плен при Манцикерте императора Романа Диогена (1071). Между 1070 и 1081 годами сельджуки отняли у египетских Фатимидов Сирию и Палестину (Иерусалим — в 1071—1073 годах, Дамаск в 1076 году), а Сулейман, сын Кутулмыша, двоюродного брата Тогрул-бека, отнял к 1081 году у византийцев всю Малую Азию; Никея стала его столицей. Наконец, турки взяли и Антиохию (1085). Снова, как в VIII веке, враги были под самым Константинополем.
В то же время европейские провинции империи подвергались (с 1048 года) беспрерывным вторжениям переселившихся на Балканы кочевых печенегов и огузов, которые производили страшные опустошения иногда под самыми стенами столицы. Особенно тяжёлым был для империи 1091 год: турки, с Чахой во главе, готовили нападение на Константинополь с моря, а печенежское войско стояло на суше под самой столицей. Император Алексей Комнин не мог надеяться на успех, ведя борьбу одними своими войсками: его силы были в значительной степени исчерпаны за последние годы в войне с итальянскими норманнами, пытавшимися утвердиться и на Балканском полуострове.
На Западе
На Западе к концу XI века целый ряд причин создал настроение и обстановку, благоприятные для призыва на борьбу с мусульманами, с каким обратился туда император Алексей I Комнин: чрезвычайно усилилось религиозное чувство и развилось аскетическое настроение, находившее себе выражение во всякого рода духовных подвигах, между прочим и во многочисленных паломничествах.
К тому же в 1054 году произошёл церковный раскол — католики и православные предали друг друга анафеме.
Особенно много паломников издавна направлялось в Палестину, ко Гробу Господню; в 1064 году, например, архиепископ майнцский Зигфрид Майнцский отправился в Палестину с семитысячной толпой пилигримов. Арабы не препятствовали таким паломничествам, но христианское чувство иногда сильно оскорблялось проявлениями мусульманского фанатизма: так, египетский халиф Аль-Хаким велел в 1009 году разрушить храм Святого Гроба. Уже тогда, под впечатлением этого события, папа Сергий IV проповедовал священную войну, но безуспешно (после смерти Аль-Хакима, впрочем, разрушенные храмы были восстановлены).
Утверждение в Палестине турок сделало паломничества христиан гораздо более трудными, дорогими и опасными: пилигримам гораздо чаще приходилось становиться жертвами мусульманского фанатизма. Рассказы возвращавшихся пилигримов развивали в религиозно настроенных массах западного христианства чувство скорби о печальной участи святых мест и сильное негодование против неверных. Кроме религиозного воодушевления были и другие мотивы, могущественно действовавшие в том же направлении. В XI веке ещё не совсем заглохла страсть к передвижениям, составлявшая как бы последние отголоски великого переселения народов (норманны, их передвижения). Утверждение феодального строя создавало в рыцарском классе значительный контингент лиц, не находивших на родине приложения своим силам (например, младшие члены баронских семей) и готовых идти туда, где была надежда найти что-нибудь лучшее. Тягостные социально-экономические условия увлекали в крестовые походы множество людей из низших слоёв общества. В некоторых странах Запада (например, во Франции, которая и давала наибольший контингент крестоносцев) в XI веке положение народных масс стало ещё более невыносимым вследствие целого ряда стихийных бедствий: наводнений, неурожаев, повальных болезней (эти события получили название «семь тощих лет»). Богатые торговые города Италии готовы были поддерживать крестоносные предприятия в надежде на значительные торговые выгоды от утверждения христиан на Востоке.

### Клермонский собор (1095)
Папство, только что усилившее аскетической реформой свой нравственный авторитет на всем Западе и усвоившее себе идею единого Божьего царства на земле, не могло не откликнуться на призыв, обращённый к нему из Константинополя, в надежде стать во главе движения и, может быть, получить духовную власть на Востоке. Наконец, западные христиане давно были возбуждены против мусульман борьбой с ними в Испании, Италии и Сицилии. Для всей южной Европы мусульмане были хорошо знакомым, наследственным врагом. Все это способствовало успеху обращения императора Алексея I Комнина, который уже около 1089 года находился в отношениях с папой Урбаном II и готов был, по-видимому, положить конец церковному раздору, чтобы получить помощь от латинского Запада. Зашла речь о соборе в Константинополе для этой цели; папа освободил Алексея от отлучения, до тех пор лежавшего на нём, как на схизматике. Когда в 1091 году папа находился в Кампании, при нём были послы Алексея.
В марте 1095 года папа ещё раз выслушал послов Алексея (на соборе в Пиаченце), а осенью того же года был созван собор в Клермоне (во Франции, в Оверни). В уме папы Урбана II мысль о помощи Византии приняла ту форму, которая особенно должна была прийтись по душе массам. В речи, которую он произнёс в Клермоне, политический элемент был отодвинут на задний план перед элементом религиозным: Урбан II проповедовал поход для освобождения от неверных Святой земли и Гроба Господня. Речь папы в Клермоне 26 ноября 1095 года имела громадный успех: многие тут же дали обет идти против неверных и нашили себе на плечо кресты, отчего и получили название «крестоносцев», а походы — «крестовых». Так был дан толчок движению, которому суждено было остановиться лишь два столетия спустя.
Пока на Западе зрела мысль о Крестовом походе, император Алексей освободился от опасности, вынудившей его искать помощи на Западе. В 1091 году он истребил печенежскую орду при помощи половецких ханов Тугоркана и Боняка; морское предприятие Чахи также кончилось неудачно (Чаха вскоре был убит по приказанию никейского султана). Наконец, Алексею удалось в 1094—1095 годах освободиться и от опасности, грозившей ему со стороны его недавних союзников — половцев. Непосредственная опасность для Византии прошла как раз в то время, когда с Запада стали прибывать массы первых крестоносцев, на которые Алексей смотрел теперь с тревогой. Помощь Запада принимала слишком широкие размеры; она могла грозить самой Византии, ввиду вражды между латинским Западом и греческим Востоком.
Проповедь Крестового похода имела на Западе необыкновенный успех. Во главе движения встала церковь: папа назначил своим легатом при крестоносном войске епископа Пюи Адемара, который одним из первых принял в Клермоне крест. Принявшие крест, как пилигримы, принимались церковью под её покровительство. Кредиторы не могли требовать с них долгов во время их путешествия; захватывавшие их имущество отлучались от церкви; всем крестоносцам, которые шли в Святую землю, побуждаемые к тому благочестием, а не стремлением к приобретению почестей или богатства, отпускались грехи. Уже зимой с 1095 на 1096 год собрались большие массы плохо или почти вовсе не вооружённых крестоносцев из беднейших классов. Во главе их стали Пётр Пустынник и Вальтер Голяк (или Готье-нищий). Часть этой толпы достигла Константинополя, но многие погибли ранее. Греки переправили крестоносцев в Азию, где они почти все были истреблены сельджуками. Несколько позднее начался настоящий Первый крестовый поход.

### Первый крестовый поход (1096—1099)
Первый поход начался в 1096 году. Во главе многочисленного и хорошо вооружённого ополчения находились Раймунд IV, граф Тулузский (он вёл войска из южной Франции, и к нему примкнул папский легат), Гуго де Вермандуа (брат французского короля Филиппа I), Этьен (Стефан) II, граф Блуа и Шартра, герцог Нормандии Роберт III Куртгёз, граф Фландрии Роберт II, Готфрид Бульонский, герцог Нижней Лотарингии, с братьями Евстахием (Эсташем) III, графом Булони, и Балдуином (Бодуэном), а также племянником Балдуином (Бодуэном) Младшим, Боэмунд Тарентский (сын Роберта Гвискара), с племянником Танкредом. Число крестоносцев, собравшихся разными путями в Константинополе, составляло несколько десятков тысяч. В Константинополе большая часть крестоносных вождей признали свои будущие завоевания, как части восточной империи, в ленной зависимости от Алексея и дали ему соответствующую присягу. Алексею было нелегко добиться этого: он был вынужден даже прибегнуть к вооружённой силе (так он принудил к присяге Готфрида Бульонского). Их войска не были единой сплочённой армией — каждый идущий в поход феодал привлекал своих вассалов, а за ними шли сорвавшиеся с насиженных мест крестьяне.

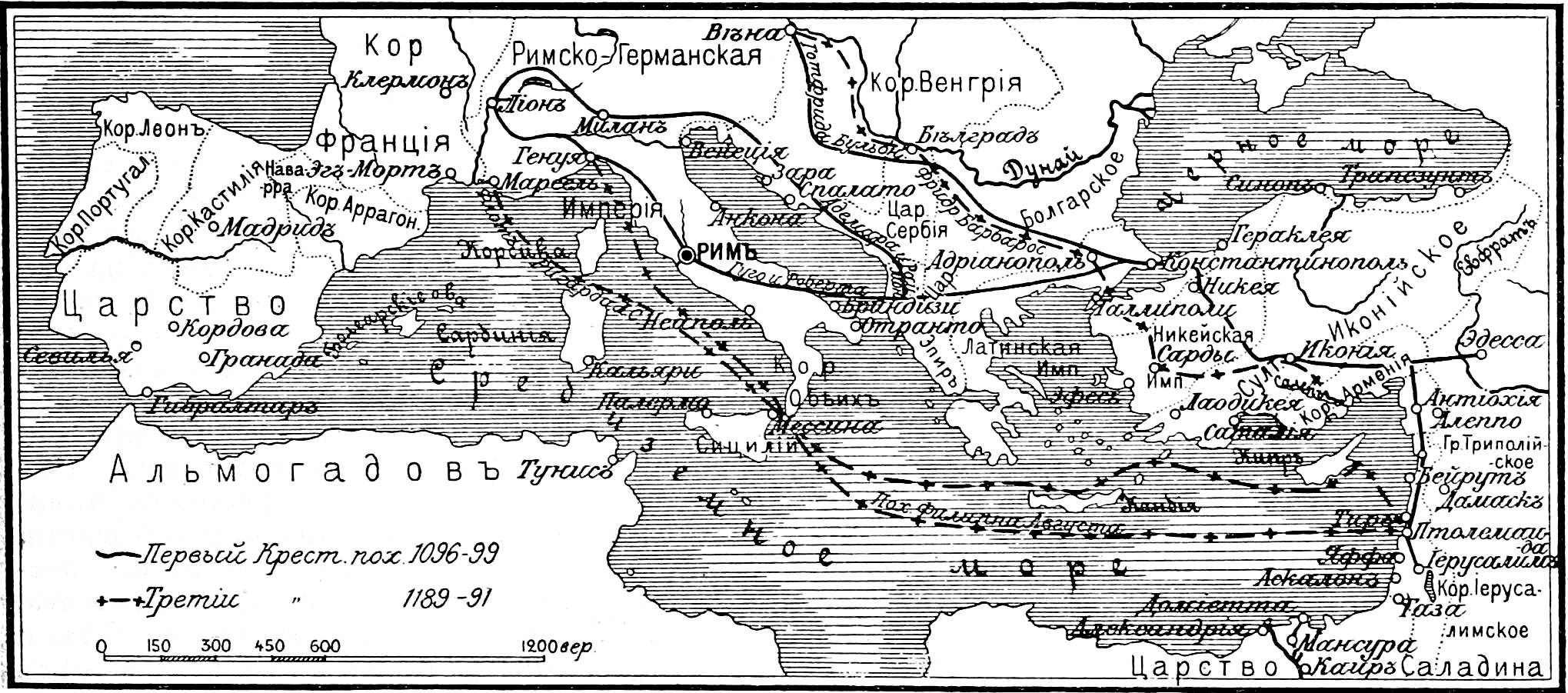
Крестовые походы 1096—1099 и 1189—1191 годов
(рисунок из статьи «Крестовые походы»
«Военная энциклопедия Сытина»; 1913 год)

В апреле 1097 года крестоносцы перешли Босфор. Вскоре византийцам сдалась Никея, а 1 июля крестоносцы разбили при Дорилее султана Килидж-Арслана и этим проложили себе путь через Малую Азию. Двигаясь далее, крестоносцы нашли себе драгоценных союзников против турок в князьях Малой Армении, которых они стали всячески поддерживать. Балдуин, отделившись от главного войска, утвердился в Эдессе. Для крестоносцев это было очень важно, по положению города, который составлял с тех пор их крайний восточный форпост. В октябре 1097 года крестоносцы осадили Антиохию, которую им удалось взять лишь в июне следующего года. В Антиохии крестоносцы в свою очередь были осаждены эмиром моссульским Кербогой и, терпя голод, подвергались большой опасности; им удалось, однако, выйти из города и разбить Кербогу. После продолжительной распри с Раймундом Антиохией завладел Боэмунд, которому удалось ещё до падения её вынудить у остальных крестоносных вождей согласие на передачу ему этого важного города. Пока шли споры из-за Антиохии, в войске, недовольном промедлением, произошло волнение, которое заставило князей, прекратив распри, двинуться далее. То же повторялось и потом: в то время, как войско рвалось к Иерусалиму, вожди спорили из-за каждого взятого города.
7 июня 1099 года перед глазами крестоносцев открылся, наконец, Святой Город, а 15 июля они взяли его, причём произвели страшную резню среди мусульман. Власть в Иерусалиме получил Готфрид Бульонский. Разбив под Аскалоном египетское войско, он обеспечил на некоторое время с этой стороны завоевания крестоносцев. После смерти Готфрида королём иерусалимским стал Балдуин Старший, передавший Эдессу Балдуину Младшему. В 1101 году в Малую Азию явилось второе большое крестоносное войско из Ломбардии, Германии и Франции, во главе которого шло много знатных и богатых рыцарей; но большая часть этого войска была истреблена соединёнными силами нескольких эмиров.
Между тем крестоносцы, утвердившиеся в Сирии (число их увеличивалось новыми пилигримами, прибывавшими почти непрерывно), должны были вести тяжёлую борьбу с соседними мусульманскими владетелями. Боэмунд был взят одним из них в плен и выкуплен армянами. Кроме того, крестоносцы вели уже с весны 1099 года войну с греками из-за приморских городов. В Малой Азии византийцам удалось возвратить себе значительную территорию; их успехи могли быть здесь ещё значительнее, если бы они не тратили своих сил в борьбе с крестоносцами из-за отдалённых сирийских и киликийских областей. Наконец, с самого начала шла борьба и между самими крестоносцами из-за обладания разными городами. Значительную поддержку иерусалимскому королевству оказали образовавшиеся вскоре духовно-рыцарские ордена тамплиеров и госпитальеров (иоаннитов). Серьёзная опасность стала грозить крестоносцам, когда власть в Мосуле получил (1127) Имад-ад-Дин Занги. Он соединил под своей властью несколько мусульманских владений, лежавших около владений крестоносцев, и образовал обширное и сильное государство, занимавшее почти всю Месопотамию и значительную часть Сирии. В 1144 году он взял Эдессу, несмотря на героическое сопротивление защитников города. Весть об этом бедствии вновь вызвала крестоносное воодушевление на Западе, выразившееся во 2-м крестовом походе. Проповедь Бернарда Клервосского подняла прежде всего массу французских рыцарей, во главе которых стал король Людовик VII; потом Бернарду удалось привлечь к крестовым походам и германского императора Конрада III. С Конрадом пошли его племянник Фридрих Швабский и много германских князей.

### Государства крестоносцев на Святой земле

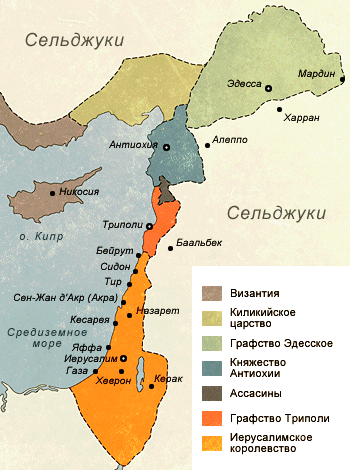
Государства крестоносцев на Востоке в 1140 году

По окончании 1-го крестового похода на территории Леванта были основаны четыре христианских государства.
- Графство Эдесса — первое государство, основанное крестоносцами на Востоке. Было основано в 1098 году Балдуином I Булонским. После завоевания Иерусалима и создания королевства. Просуществовало до 1146 года. Столицей его был город Эдесса.
- Княжество Антиохия — было основано Боэмундом I Тарентским в 1098 году после взятия Антиохии. Княжество просуществовало до 1268 года.
- Иерусалимское королевство, просуществовало вплоть до падения Акры в 1291 году. В подчинении у королевства находилось несколько вассальных сеньорий, в том числе четыре наиболее крупные:
  - Княжество Галилеи
  - Графство Яффы и Аскалона
  - Трансиордания — сеньория Крака, Монреаля и Сент-Авраама
  - Сеньория Сидона
- Графство Триполи — последнее из государств, основанных в ходе Первого крестового похода. Было основано в 1105 году графом Тулузы Раймундом IV. Графство просуществовало до 1289 года.

Государства крестоносцев полностью охватывали территорию, через которую шла в то время торговля Европы с Индией и Китаем, никакой лишней территории не занимая. Египет оказывался отрезан от этой торговли. Доставка грузов в Европу наиболее экономичным путём из Багдада, минуя государства крестоносцев, стала невозможна. Таким образом, крестоносцы приобрели в некотором роде монополию в данного рода торговле. Создались условия для развития новых торговых путей между Европой и, например, Китаем, таких, как путь по Волге с перевалкой в реки, впадающие в Балтику, и волго-донской путь.
В этом можно усматривать причины смещения политического центра Руси как раз после первого крестового похода в район, где происходила перевалка международных грузов из бассейна Волги в бассейн Западной Двины, а также причины экономического и политического подъёма Волжской Булгарии. Последовавший захват крестоносцами устья Западной Двины и Немана, захват ими Константинополя, через который проходили грузы волго-донского пути и пути по реке Куре, а также попытку шведов захватить устье Невы, можно также расценивать как стремление установить контроль над торговыми путями данного вида торговли. Экономический подъём в то время северо-западной части Западной Европы против южной, стал причиной того, что для европейцев международная торговля с Востоком через Балтику и далее через Северо-Восточную Русь становилась более экономически выгодной. Возможно, именно в этой связи крестовые походы в Святую Землю утратили популярность среди европейцев, и дольше всего крестоносные государства просуществовали именно в Прибалтике, исчезнув лишь тогда, когда европейцы открыли прямые морские пути в Китай и Индию.

### Потеря Эдессы в 1144 году и Второй крестовый поход (1147—1149)

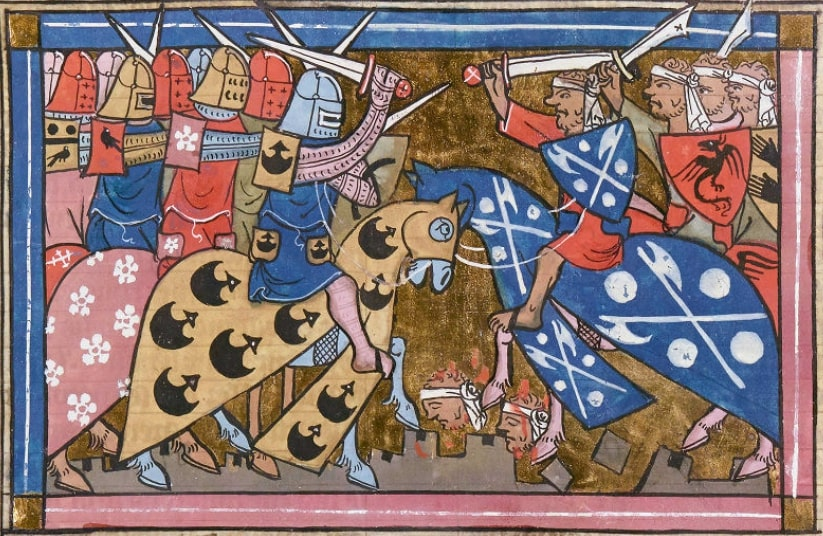
Средневековая миниатюра XIV в., иллюстрирующая одно из сражений второго крестового похода, когда французский король Людовик VII прибыл на помощь Балдуину III

После первого крестового похода началось усиление мусульман, угрожавших христианским государствам. В частности, эмир Мосула Имад ад-Дин Занги в 1144 году взял Эдессу и завоевал всё Эдесское графство. Второй крестовый поход стал ответом христиан на этот удар.
Король Германии Конрад III Гогенштауфен сухим путём (через Венгрию) прибыл в Константинополь, в середине сентября 1147 года переправил войска в Азию, но после столкновения с сельджуками при Дорилее вернулся к морю. Французы, напуганные неудачей Конрада, пошли вдоль западного берега Малой Азии; потом король и знатные крестоносцы на кораблях отплыли в Сирию, куда и прибыли в марте 1148 года. Остальные крестоносцы хотели пробиться сухим путём и по большей части погибли. В апреле прибыл в Акру Конрад; но осада Дамаска, предпринятая вместе с иерусалимцами, пошла неудачно, вследствие эгоистической и недальновидной политики последних. Тогда Конрад, а осенью следующего года и Людовик VII, возвратились на родину. Эдесса, взятая было после смерти Имад-ад-Дина христианами, но вскоре опять отнятая у них его сыном Нур-ад-Дином, теперь была уже навсегда потеряна для крестоносцев.
Следовавшие за тем 4 десятилетия были тяжёлым временем для христиан на Востоке. В 1176 году византийский император Мануил потерпел страшное поражение от сельджукских турок при Мириокефале. Нур-ад-Дин овладел землями, лежавшими на северо-востоке от Антиохии, взял Дамаск и стал близким и крайне опасным соседом для крестоносцев. Его полководец Асад ад-Дин Ширкух утвердился в Египте. Крестоносцы были окружены «кольцом» врагов. По смерти Ширкуха звание визиря и власть над Египтом перешла к его знаменитому племяннику Саладину, сыну Айюба.

### Потеря Иерусалима в 1187 году и Третий крестовый поход (1189—1192)
Католическая церковь была силой, которая объединяла всех участников похода.
Саладин (собственно Салах-ад-дин Юсуф ибн-Айюб) по смерти халифа правил страной неограниченно, признавая лишь номинально верховную власть атабека Нур ад-Дина. По смерти последнего (1174) Саладин подчинил себе Дамаск, всю мусульманскую Сирию, большую часть Месопотамии и принял титул султана.
В это время в Иерусалиме правил молодой король Балдуин IV. Несмотря на тяжёлую болезнь — проказу — он успел показать себя мудрым и дальновидным полководцем и дипломатом. При нём установилось некоторое равновесие между Иерусалимом и Дамаском. И Балдуин, и Саладин старались избегать решительных сражений. Однако, предвидя скорую смерть короля, при дворе Балдуина нарастали интриги могущественных баронов, самыми влиятельными из которых были Ги де Лузиньян и Рено де Шатильон.
В 1185 году Балдуин умер. Ги де Лузиньян женился на его сестре Сибилле и стал королём Иерусалима. Теперь при содействии Рено де Шатильона он начал откровенно провоцировать Саладина на генеральное сражение. Последней каплей, переполнившей чашу терпения Саладина, стало нападение Рено на караван, в котором следовала сестра Саладина. Это привело к обострению отношений и переходу мусульман в наступление.
В июле 1187 года Саладин взял Тивериаду и нанёс христианам, занявшим высоты Хаттина (около Тивериады), страшное поражение.
Король Иерусалимский Ги де Лузиньян, его брат Амори, Рено де Шатильон и множество рыцарей попали в плен. Саладин овладел затем Акрой, Бейрутом, Сидоном, Кесарией, Аскалоном и другими городами. 2 октября 1187 года его войска вступили в Иерусалим. Только под Тиром, который защищал Конрад Монферратский, Саладин потерпел неудачу. Во власти крестоносцев остались лишь Тир, Триполи и Антиохия. Между тем король Ги, освободившись из плена, двинулся на завоевание Акры. Успехи Саладина вызвали новое движение на Западе, приведшее к 3-му большому крестовому походу. Прежде других двинулись флоты ломбардцев, тосканцев и генуэзцев. Сам король Германии и император Священной Римской империи Фридрих I Барбаросса повёл большую армию. Между крестоносцами и греками не обошлось и теперь без враждебных действий: греки даже заключили союз с Саладином.
В марте 1190 года войска Фридриха переправились в Азию, двинулись на юго-восток и, после страшных лишений, пробились через всю Малую Азию; но вскоре после перехода через Тавр император утонул в реке Салеф. Часть его войска разошлась, многие погибли, остальных герцог Фридрих привёл в Антиохию, а потом к Акре. В январе 1191 года он умер от малярии. Весной прибыли короли французский (Филипп II Август) и английский (Ричард I по прозванию Львиное Сердце) и герцог Леопольд V Австрийский. По дороге Ричард Львиное Сердце победил императора Кипра, Исаака, который вынужден был сдаться; его заключили в сирийский замок, где держали почти до самой смерти, а Кипр попал во власть крестоносцев. Осада Акры шла плохо вследствие раздоров между королями французским и английским, а также между Ги де Лузиньяном и маркграфом Конрадом Монферратским, который заявил, по смерти жены Ги, притязание на иерусалимскую корону и женился на Изабелле, сестре и наследнице умершей Сибиллы.
Только 12 июля 1191 года Акра сдалась после почти двухлетней осады. Конрад и Ги примирились уже после взятия Акры; первый был признан наследником Ги и получил Тир, Бейрут и Сидон. Вскоре после этого отплыл на родину Филипп II с частью французских рыцарей, но Гуго Бургундский, Генрих Шампанский и много других знатных крестоносцев остались в Сирии. Крестоносцам удалось нанести Саладину поражение в битве при Арсуфе, но из-за нехватки воды и постоянных стычек с мусульманскими отрядами армия христиан не сумела отвоевать Иерусалим — король Ричард дважды подходил к городу и оба раза не решился на штурм. Наконец, в сентябре 1192 года было заключено перемирие с Саладином: Иерусалим остался во власти мусульман, христианам было лишь позволено посещать Святой Город.
Ричард взял Яффу. Вскоре до него дошли слухи о захвате младшим братом Иоанном власти в Англии, а королем Филиппом — его земель во Франции, после этого Ричард отплыл на родину для возвращения власти.
Обстоятельством, несколько облегчившим положение крестоносцев, была последовавшая в марте 1193 года смерть Саладина: раздел его владений между его многочисленными сыновьями стал источником междоусобиц среди мусульман. Вскоре, впрочем, выдвинулся брат Саладина, аль-Малик аль-Адиль, который овладел Египтом, южной Сирией и Месопотамией и принял титул султана. После неудачи третьего крестового похода в Святую землю стал собираться король Сицилии Генрих VI Штауфен, принявший крест в мае 1195 года; но он умер в сентябре 1197 года. Некоторые отряды крестоносцев, отправившиеся ранее, всё-таки прибыли в Акру. Несколько ранее императора умер Генрих Шампанский, который был женат на вдове Конрада Монферратского и носил поэтому иерусалимскую корону. Королём выбран был теперь Амори II (брат Ги де Лузиньяна), женившийся на вдове Генриха. Между тем, военные действия в Сирии шли неудачно; значительная часть крестоносцев вернулась на родину. Около этого времени немецкое госпитальное братство Св. Марии, основанное во время 3-го крестового похода, было преобразовано в Тевтонский духовно-рыцарский орден.

### Кипрское королевство (1191)
Кипрское королевство — государство крестоносцев, созданное на Кипре, во время Третьего крестового похода. Просуществовало до 1489 года.

### Четвёртый крестовый поход (1202—1204)
Вскоре папа Иннокентий III стал проповедовать новый 4-й крестовый поход. Пламенный проповедник Фулько из Нельи уговорил принять крест графа Тибо III Шампанского, Людовика Блуасского и Шартрского, Симона Монфортского и многих рыцарей. Кроме того, дали обет идти в Святую землю граф Балдуин Фландрский и его братья, Евстахий и Генрих. Граф Тибо вскоре умер, но в крестовом походе принял участие ещё Бонифаций Монферратский.
В то время, как крестоносцы собирались отплыть в Египет, летом 1201 года в Италию прибыл царевич Алексей, сын низложенного и ослеплённого в 1196 году византийского императора Исаака Ангела. Он просил у папы и Гогенштауфенов помощи против своего дяди, узурпатора Алексея III. Филипп Швабский был женат на сестре царевича Алексея, Ирине, и поддержал его просьбу. Вмешательство в дела Византийской империи обещало большие выгоды венецианцам; поэтому дож Энрико Дандоло также стал на сторону Алексея, обещавшего крестоносцам щедрое вознаграждение за помощь. Крестоносцы, взяв и разграбив в ноябре 1202 года для венецианцев христианский город Задар (взамен недоплаченных денег за перевоз), отплыли на Восток, летом 1203 года высадились на берегу Босфора и стали штурмовать Константинополь. После нескольких неудач император Алексей III бежал, и слепой Исаак был снова провозглашён императором, а его сын — соправителем.
Вскоре начались раздоры между крестоносцами и Алексеем, который не был в состоянии исполнить своих обещаний. Уже в ноябре того же года это привело к враждебным действиям. 25 января 1204 года новая революция в Константинополе низвергла Алексея IV и возвела на престол Алексея V (Мурзуфла). Народ был недоволен новыми налогами и отбиранием церковных сокровищ для уплаты крестоносцам условленного вознаграждения. Исаак умер; Алексей IV и выбранный было императором Канабус были задушены по приказанию Мурзуфла. Война с франками шла неудачно и при новом императоре. 12 апреля 1204 года крестоносцы взяли Константинополь, причём погибло множество памятников искусства. Алексей V и Феодор Ласкарис, зять Алексея III, бежали (последний — в Никею, где и утвердился), а победители образовали Латинскую империю.
Для Сирии ближайшим следствием этого события было отвлечение оттуда западных рыцарей. Кроме того, могущество франков в Сирии ослаблялось ещё борьбой между Боэмундом Антиохийским и Львом Армянским. В апреле 1205 года умер король иерусалимский Амальрих; Кипр получил его сын Гуго, а иерусалимскую корону наследовала Мария Иерусалимская, дочь маркграфа Конрада Монферратского и Елизаветы. За её малолетством правил Жан I Ибелин. В 1210 году Марию Иоланту выдали замуж за храброго Иоанна Бриеннского. С мусульманами крестоносцы жили в это время большей частью в мире, который был очень выгоден Альмелику-Аладилу: благодаря ему он укрепил свою власть в Передней Азии и Египте. В Европе успех 4-го крестового похода вновь оживил крестоносное рвение.

### Государства крестоносцев в Византии
Во время 4-го крестового похода Византийская империя была частично завоёвана крестоносцами, которые основали на её территории четыре государства.
- Латинская империя;
- Королевство Фессалоники;
- Герцогство Афинское;
- Княжество Ахейское.

Кроме того, на островах Эгейского моря венецианцы основали герцогство Архипелага (или Наксосское герцогство).

### Крестовый поход детей (1212)
В 1212 году состоялся так называемый Крестовый поход детей, экспедиция под предводительством юного провидца по имени Стефан, который вдохнул во французских и немецких детей веру в то, что с его помощью, как бедные и преданные слуги Господа, они смогут вернуть христианству Иерусалим. Дети отправились на юг Европы, но многие из них не достигли даже берегов Средиземного моря, а погибли в пути. Некоторые историки считают, что Крестовый поход детей был провокацией, устроенной работорговцами с целью продать участников похода в рабство.
В мае 1212 года, когда немецкое народное войско прошло через Кёльн, в его рядах насчитывалось около двадцати пяти тысяч детей и подростков, направляющихся в Италию, чтобы оттуда морем достигнуть Палестины. В хрониках XIII века более пятидесяти раз упоминается этот поход, который получил название «крестового похода детей».
Крестоносцы сели в Марселе на корабли и частью погибли от бури, частью же, как говорят, детей продали в Египет в рабство. Подобное движение охватило и Германию, где мальчик Николай собрал толпу детей примерно в 20 тысяч человек. Большая часть их погибла или рассеялась по дороге (особенно много погибло их в Альпах), но некоторые дошли до Бриндизи, откуда должны были вернуться; большая часть их также погибла. Между тем, на новый призыв Иннокентия III отозвались английский король Иоанн, венгерский король Андраш и, наконец, Фридрих II Гогенштауфен, принявший крест в июле 1215 года. Начало крестового похода назначено было на 1 июня 1217 года.

### Пятый крестовый поход (1217—1221)
Дело Иннокентия III (ум. в июле 1216 года) продолжал Гонорий III. Хотя Фридрих II отложил поход, а Иоанн Английский умер, всё-таки в 1217 году в Святую землю отправились значительные отряды крестоносцев во главе с королём Венгрии Андрашем II, герцогом Австрии Леопольдом VI Славным и Оттоном Меранским во главе; это был 5-й крестовый поход. Военные действия шли вяло, и в 1218 году король Андраш вернулся домой. Вскоре в Святую землю прибыли новые отряды крестоносцев, под предводительством Георга Видского и Вильгельма Голландского (на пути часть их помогала христианам в борьбе с маврами в Португалии). Крестоносцы решили напасть на Египетский султанат, который был в то время главным центром мусульманского могущества в Передней Азии. Сын аль-Адиля, аль-Камиль (аль-Адиль умер в 1218 году), предложил чрезвычайно выгодный мир: он соглашался даже на возвращение Иерусалима христианам. Это предложение было отвергнуто крестоносцами.
В ноябре 1219 года, после более чем годовой осады, крестоносцы взяли Дамиетту. Удаление из лагеря крестоносцев Леопольда и короля Иоанна Бриенна отчасти было возмещено прибытием в Египет Людвига Баварского с немцами. Часть крестоносцев, убеждённая папским легатом Пелагием, двинулась к Мансуре, но поход окончился полной неудачей, и крестоносцы заключили в 1221 году с аль-Камилем мир, по которому получили свободное отступление, но обязались очистить Дамьетту и вообще Египет. Между тем на Иоланте, дочери Марии Иерусалимской и Иоанна Бриеннского, женился Фридрих II Гогенштауфен. Он обязался перед папой начать крестовый поход.

### Шестой крестовый поход (1228—1229)
Фридрих в августе 1227 года действительно отправил в Сирию флот с герцогом Генрихом Лимбургским во главе; в сентябре он отплыл и сам, но должен был вскоре вернуться на берег, вследствие серьёзной болезни. Принявший участие в этом крестовом походе ландграф Людвиг Тюрингенский умер почти тотчас после высадки в Отранто. Папа Григорий IX не принял объяснений Фридриха и произнёс над ним отлучение за то, что он не исполнил в назначенный срок своего обета. Началась крайне вредная для интересов Святой земли борьба между императором и папой. В июне 1228 года Фридрих наконец отплыл в Сирию (6-й крестовый поход), но это не примирило с ним папу: Григорий говорил, что Фридрих (все ещё отлучённый) едет в Святую землю не как крестоносец, а как пират. В Святой земле Фридрих восстановил укрепления Иоппии и в феврале 1229 года заключил договор с Алькамилом: султан уступил ему Иерусалим, Вифлеем, Назарет и некоторые другие места, за что император обязался помогать Алькамилу против его врагов. В марте 1229 года Фридрих вступил в Иерусалим, а в мае отплыл из Святой земли. После удаления Фридриха его враги стали стремиться к ослаблению власти Гогенштауфенов как на Кипре, бывшем со времён императора Генриха VI леном империи, так и в Сирии. Эти раздоры очень невыгодно отражались на ходе борьбы христиан с мусульманами. Облегчение крестоносцам принесли лишь раздоры наследников Алькамила, умершего в 1238 году.
Осенью 1239 года в Акру прибыли Тибо Наваррский, герцог Гуго Бургундский, герцог Пьер Бретонский, Амори Монфорский и другие. И теперь крестоносцы действовали несогласованно и опрометчиво и потерпели поражение; Амальрих был взят в плен. Иерусалим снова попал на некоторое время в руки одного эйюбидского владетеля. Союз крестоносцев с эмиром Измаилом Дамасским привёл к войне их с египтянами, которые разбили их при Аскалоне. После этого многие крестоносцы покинули Святую землю. Прибывшему в Святую землю в 1240 году графу Ричарду Корнуоллскому (брат английского короля Генриха III) удалось заключить выгодный мир с Эйюбом (Мелик-Салик-Эйюб) египетским.
Между тем раздоры среди христиан продолжались; бароны, враждебные Гогенштауфенам, передали власть над иерусалимским королевством Алисе Кипрской, тогда как законным королём был сын Фридриха II, Конрад. После смерти Алисы власть перешла к её сыну, Генриху Кипрскому. Новый союз христиан с мусульманскими врагами Эйюба привёл к тому, что Эйюб призвал к себе на помощь турок-хорезмийцев, которые взяли в сентябре 1244 года незадолго перед тем возвращённый христианам Иерусалим и страшно опустошили его. С тех пор Святой Город был навсегда потерян для крестоносцев. После нового поражения христиан и их союзников Эйюб взял Дамаск и Аскалон. Антиохийцы и армяне должны были в то же время обязаться платить дань монголам. На Западе крестоносное рвение остывало вследствие неудачного исхода последних походов и вследствие образа действия пап, которые тратили на борьбу с Гогенштауфенами деньги, собранные на крестовые походы, и заявляли, что помощью Святому Престолу против императора можно освободиться от данного раньше обета идти в Святую землю. Впрочем, проповедь крестового похода в Палестину продолжалась по-прежнему и привела к 7-му крестовому походу. Прежде других крест принял Людовик IX Французский: во время опасной болезни он дал обет идти в Святую землю. С ним пошли его братья Роберт, Альфонс и Карл, герцог Гуго Бургундский, граф Вильгельм Фландрский, герцог Пьер Бретанский, сенешаль шампанский Иоанн Жуанвиль (известный историк этого похода) и многие другие.

### Седьмой крестовый поход (1248—1254)

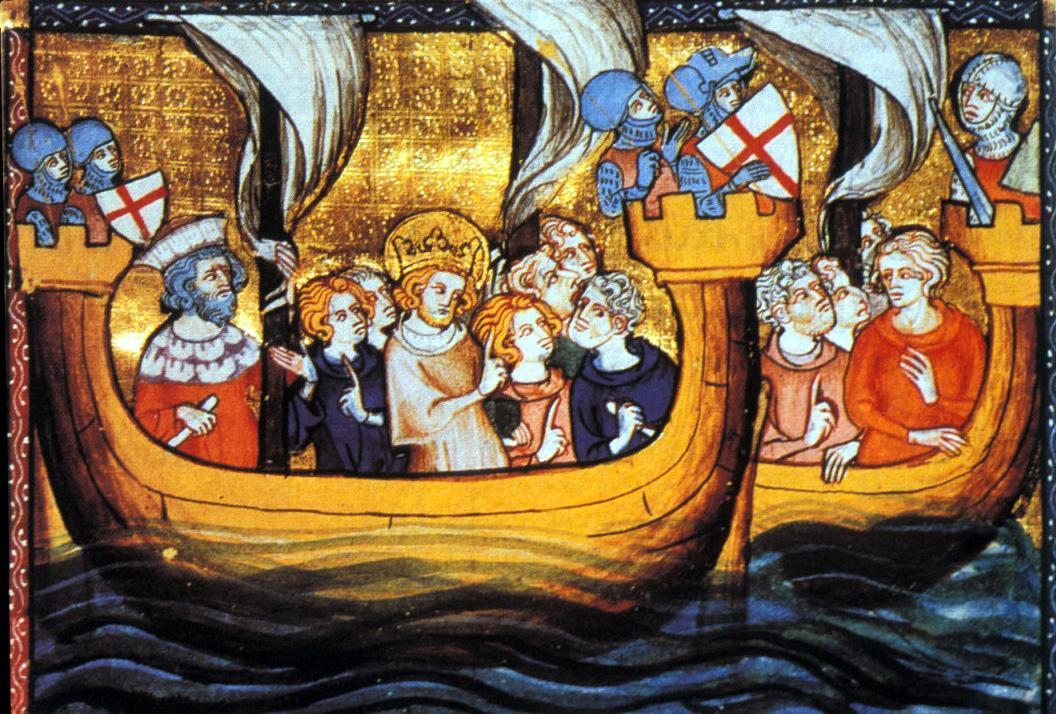
Людовик IX во главе крестоносцев

Летом 1249 года король Людовик IX высадился в Египте. Христиане заняли Дамиетту, а в декабре достигли Мансуры. В феврале следующего года Роберт I д'Артуа, брат короля, опрометчиво ворвавшись в этот город, погиб; несколько дней спустя мусульмане едва не взяли христианский лагерь. Когда в Мансуру прибыл новый султан (Эйюб умер в конце 1249 года), египтяне отрезали крестоносцам путь к отступлению; в христианском лагере открылся голод и моровая язва. В апреле мусульмане нанесли крестоносцам полное поражение; сам король был взят в плен, выкупив свою свободу возвращением Дамиетты и уплатой громадной суммы. Большая часть крестоносцев возвратилась на родину; Людовик пробыл в Святой земле ещё четыре года, но не мог добиться никаких серьёзных результатов.

### «Жёлтый» крестовый поход монголов (1256—1261)
Поход монголов-несториан под руководством хана Хулагу на Ближний Восток был осуществлён в результате настойчивых консультаций в Каракоруме нескольких папских посланников (Плано Карпини — 1246, Андре де Лонжюмо — 1250, Рубрук — 1254).

### Восьмой крестовый поход (1270)
В среде христиан, несмотря на крайне опасное положение, продолжались бесконечные распри: тамплиеры враждовали с иоаннитами, генуэзцы — с венецианцами и пизанцами (из-за торгового соперничества). Некоторую выгоду крестоносцы извлекли лишь из борьбы между появившимися в Передней Азии монголами и мусульманами; но в 1260 году султан Египта Кутуз нанёс монголам поражение в битве при Айн-Джалуте и овладел Дамаском и Халебом. Когда после убийства Кутуза султаном стал Бейбарс, положение христиан стало безнадёжным. Прежде всего Бейбарс обратился против Боэмунда Антиохийского; в 1265 году он взял Цезарею, Арзуф, Сафед, разбил киликийских армян. В 1268 году в его руки попала Антиохия, которой христиане владели 170 лет.
Между тем Людовик IX снова принял крест. Его примеру последовали его сыновья (Филипп, Жан Тристан и Пьер), брат граф Тулузы Альфонс де Пуатье, племянник граф Роберт д’Артуа (сын погибшего в Мансуре Роберта Артуа), король Тибальдо Наваррский и другие. Кроме того, обещали идти в крестовые походы король Сицилии Карл Анжуйский и сыновья английского короля Генриха III Плантагенета — Эдуард и Эдмунд. В июле 1270 года Людовик отплыл из Эг-Морта. В Кальяри решено было начать крестовые походы, связанные с завоеванием Туниса, находившегося под властью династии Хафсидов, что было бы выгодно для Карла Анжуйского (брата Людовика Святого), но не для христианского дела в Святой земле. Под Тунисом среди крестоносцев открылся мор: умер Жан Тристан, потом папский легат и, наконец, 25 августа 1270 года, сам Людовик IX. После прибытия Карла Анжуйского с мусульманами был заключён мир, выгодный для Карла. Крестоносцы покинули Африку и часть их отплыла в Сирию, куда в 1271 году прибыли также англичане.

### Девятый крестовый поход (1271—1272)
Некоторыми историками считается частью Восьмого крестового похода, поскольку этот поход в Святую Землю начался сразу после отплытия крестоносцев из Туниса. Карл Анжуйский вместе с принцем Эдуардом с небольшим войском прибыл в Святую Землю, из-за чего султан Бейбарс был вынужден снять осаду Триполи, которая оставалась последним крупным владением крестоносцев. Поскольку у Эдуарда не было достаточно крупных сил, чтобы разбить армию мамлюков в одном сражении, боевые действия на суше ограничивались набегами крестоносцев и находившихся с ними в союзе монголов по тылам армии мусульман. Бейбарс предпринял попытку захвата Кипра, однако в морском сражении его флот был полностью уничтожен близ острова. Ему пришлось заключить с христианами перемирие на 10 лет и 10 дней, после чего он занялся борьбой с монголами и армянами. Преемник Боэмунда VI, Боэмунд Триполийский, впоследствии оказался вынужден платить султану дань.

### Падение власти крестоносцев на Востоке
Папа Григорий X старался, но без успеха, организовать новый крестовый поход. Обещали идти в Святую землю многие (в том числе Рудольф I Габсбург, Филипп III Смелый, Эдуард Английский, Хайме Арагонский и другие), но никто не исполнил обещания. В 1277 году умер султан Египта Бейбарс, и началась борьба за его наследство. Неурядицы шли и среди христиан. В 1267 году, со смертью короля иерусалимского Гуго II (сын Генриха I Кипрского), прекратилась мужская линия Лузиньянов; власть перешла к Гуго III, принцу антиохийскому. Мария Антиохийская, считая себя наследницей иерусалимской короны, уступила свои притязания Карлу Анжуйскому, который овладел Акрой и требовал, чтобы его признали королём. Гуго III умер в 1284 году; на Кипре ему наследовал его сын Иоанн, но он умер уже в 1285 году. Брат его Генрих II изгнал из Акры сицилийцев и получил короны кипрскую и иерусалимскую.
Между тем возобновились враждебные действия против мусульман. Султан Калаун взял Маркаб, Маракию, Лаодикею, Триполи (Боэмунд VII умер в 1287 году). Крестоносная проповедь не производила более на Западе прежнего действия: монархи, под влиянием самих крестовых походов, потеряли веру в возможность дальнейшей успешной борьбы за Гроб Господень и земли на Востоке; прежнее религиозное настроение ослабевало, развивались светские стремления, возникали новые интересы. Сын Калауна, Малик-аль-Ашраф, взял Акру (18 мая 1291 года). Король Генрих покинул осаждённый город и отплыл на Кипр. После Акры пали Тир, Сидон, Бейрут, Тортоза; христиане потеряли все свои завоевания на сирийском берегу. Масса крестоносцев погибла, остальные выселились, преимущественно на Кипр. На Кипр удалились, после падения Акры, и иоанниты. Тамплиеры перебрались сначала также на Кипр, потом во Францию; тевтонцы нашли себе ещё ранее новое поле действия на севере, среди пруссов (см.: Тевтонский орден). Последний форпост крестоносцев на побережье Леванта, остров Руад, был взят мамлюками в 1303 году, после чего европейцы никогда не занимали больше территорий на Святой Земле до Первой мировой войны.
Мысль о возвращении Святой земли не была, однако, окончательно оставлена на Западе. В 1312 году папа Климент V проповедовал крестовый поход на Вьеннском соборе. Несколько государей дали обещание идти в Святую землю, но никто не пошёл. Несколько лет спустя венецианец Марино Сануто составил проект крестового похода и представил его папе Иоанну XXII; но время крестовых походов прошло безвозвратно. Кипрское королевство, подкреплённое бежавшими туда франками, долго ещё сохраняло свою независимость. Один из его королей, Петр I (1359—1369), объехал всю Европу с целью поднять крестовый поход. Ему удалось завоевать и ограбить Александрию, но удержать её за собой он не смог. Окончательно ослабили Кипр войны с Генуей, и после смерти короля Иакова II остров попал в руки Венеции: вдова Иакова венецианка Катерина Корнаро по смерти мужа и сына вынуждена была уступить Кипр своему родному городу (1489). Республика св. Марка владела островом почти целое столетие, пока его не отвоевали турки-османы. Киликийская Армения, судьба которой со времени первого крестового похода была тесно связана с судьбой крестоносцев, отстаивала свою независимость до 1375 года, когда мамелюкский султан Ашраф подчинил её своей власти. Утвердившись в Малой Азии, османские турки перенесли свои завоевания в Европу и стали грозить христианскому миру серьёзной опасностью, а Запад пытался организовать крестовые походы против них.

## Причины неудачного исхода крестовых походов на Восток
В числе причин неудачного исхода крестовых походов в Святую землю на первом плане стоит феодальный характер крестоносных ополчений и основанных крестоносцами государств. Для успешного ведения борьбы с мусульманами требовалось единство действия; вместо этого крестоносцы приносили с собой на Восток феодальное раздробление и разъединение. Слабая вассальная зависимость, в которой крестоносные владетели находились от иерусалимского короля, не давала ему действительной власти, какая нужна была здесь, на границе мусульманского мира.
Крупнейшие князья (эдесский, трипольский, антиохийский) были совершенно независимы от иерусалимского короля. Нравственные недостатки крестоносцев, эгоизм их вождей, стремившихся к созданию на Востоке особых княжеств и к расширению их за счёт соседей, плохое понимание политической ситуации делали их неспособными подчинять свои личные узкие мотивы более высоким целям (бывали, конечно, и исключения). К этому уже с самого начала добавились почти постоянные распри с Византийской империей: две главные христианские силы на Востоке истощались во взаимной борьбе. Такое же влияние на ход крестовых походов оказало и соперничество между папами и императорами. Далее, важное значение имело то обстоятельство, что владения крестоносцев занимали лишь узкую прибрежную полосу, слишком незначительную, чтобы они могли без посторонней поддержки успешно бороться с окружающим мусульманским миром. Поэтому главным источником сил и средств сирийских христиан была Западная Европа, а она лежала далеко и переселение оттуда в Сирию не было достаточно сильно, так как большинство крестоносцев, исполнив обет, возвращались домой. Наконец, успеху дела крестоносцев вредило различие в вероисповедании между крестоносцами и мусульманами.
К этому следует добавить ещё одно обстоятельство, особенно подчёркивавшееся в советской историографии. Одной из причин начала Крестовых походов была относительная бедность Западной Европы второй половины XI века и её феодальная раздробленность; к середине же XIII века ситуация изменилась. Рыцарство нашло себе применение на службе у усилившейся к этому времени королевской власти, а крестьянство разочаровалось в идее обрести счастье и богатство в заморских землях. Короли и феодалы тоже утратили интерес к крестоносным мероприятиям ввиду их рискованности и затратности, а также вследствие падения реальной власти римского Святого престола над светскими властителями. Иначе говоря, причины, побудившие «франков» двинуться на восток, в каком-то смысле исчерпали себя.

## Последствия крестовых походов на Восток
Крестовые походы имели важные последствия для всей Европы. Неблагоприятным их результатом было ослабление восточной империи, отдавшее её во власть турок, а также гибель бесчисленного количества людей. Но гораздо значительнее были последствия, благотворные для Европы. Для Востока и ислама крестовые походы были как чума для Европы, но для самих европейцев походы несомненно оказали большое влияние на культурный, политический и общественный строй Западной Европы: они содействовали падению в ней средневековых форм, развитию медицины и науки. Численное ослабление рыцарского класса, являвшееся следствием отлива рыцарей на Восток, продолжавшегося почти непрерывно в течение двух столетий, облегчало королевской власти борьбу с оставшимися на родине представителями феодальной аристократии. Небывалое дотоле развитие торговых отношений содействовало обогащению и усилению городского класса, который в Средние века был опорой королевской власти и врагом феодалов. Затем, крестовые походы в некоторых странах облегчили и ускорили процесс освобождения вилланов от крепостной зависимости: вилланы освобождались не только вследствие ухода в Святую землю, но и методом выкупа свободы у баронов, которые нуждались в деньгах при отправлении в крестовый поход и поэтому охотно вступали в такие сделки. В крестовых походах принимали участие представители всех тех групп, на которые делилось население средневековой Западной Европы, начиная от крупнейших баронов и кончая массами простых вилланов.
С другой стороны, приводя в близкое соприкосновение различные народы Западной Европы, крестовые походы помогали им уяснить свои национальные особенности. Приведя западных христиан в близкое соприкосновение с мусульманами и христианами Востока (греками, арабами, турками и так далее), крестовые походы содействовали ослаблению религиозных предрассудков. Мореплавание достигло во время крестовых походов небывалого развития: большая часть крестоносцев отправлялась в Святую землю морем; морским же маршрутом велась и почти вся обширная торговля между Западной Европой и Востоком. Главными деятелями в этой торговле являлись итальянские купцы из Венеции, Генуи, Пизы, Амальфи и других городов. Оживлённые торговые отношения приносили в Западную Европу множество денег, а это, вместе с развитием торговли, приводило к упадку на Западе форм натурального хозяйства и содействовало тому экономическому перевороту, который замечается в конце Средних веков. Отношения с Востоком приносили на Запад много полезных предметов, до тех пор или вовсе там не известных, или же бывших редкими и дорогими. Теперь эти продукты стали привозиться в большем количестве, дешевели и входили во всеобщее употребление. Так были перенесены с Востока рожковое дерево, шафран, абрикос (дамасская слива), лимон, фисташки (сами слова, обозначающие многие из этих растений — арабские). В обширных количествах стал ввозиться сахар, вошёл в широкое употребление рис. В значительном количестве ввозились также произведения высокоразвитой восточной промышленности: бумажные материи, ситец, кисея, дорогие шёлковые ткани (атлас, бархат), ковры, ювелирные изделия, краски и тому подобное. Знакомство с этими предметами и со способом их изготовления повело к развитию и на Западе подобных же отраслей промышленности (во Франции тех, кто изготовлял ковры по восточным образцам, называли «сарацинами»). С Востока заимствовано было много предметов одеяния и домашнего комфорта, которые носят в самих названиях (арабских) доказательства своего происхождения (юбка, бурнус, альков, софа), некоторые предметы вооружения и тому подобное.

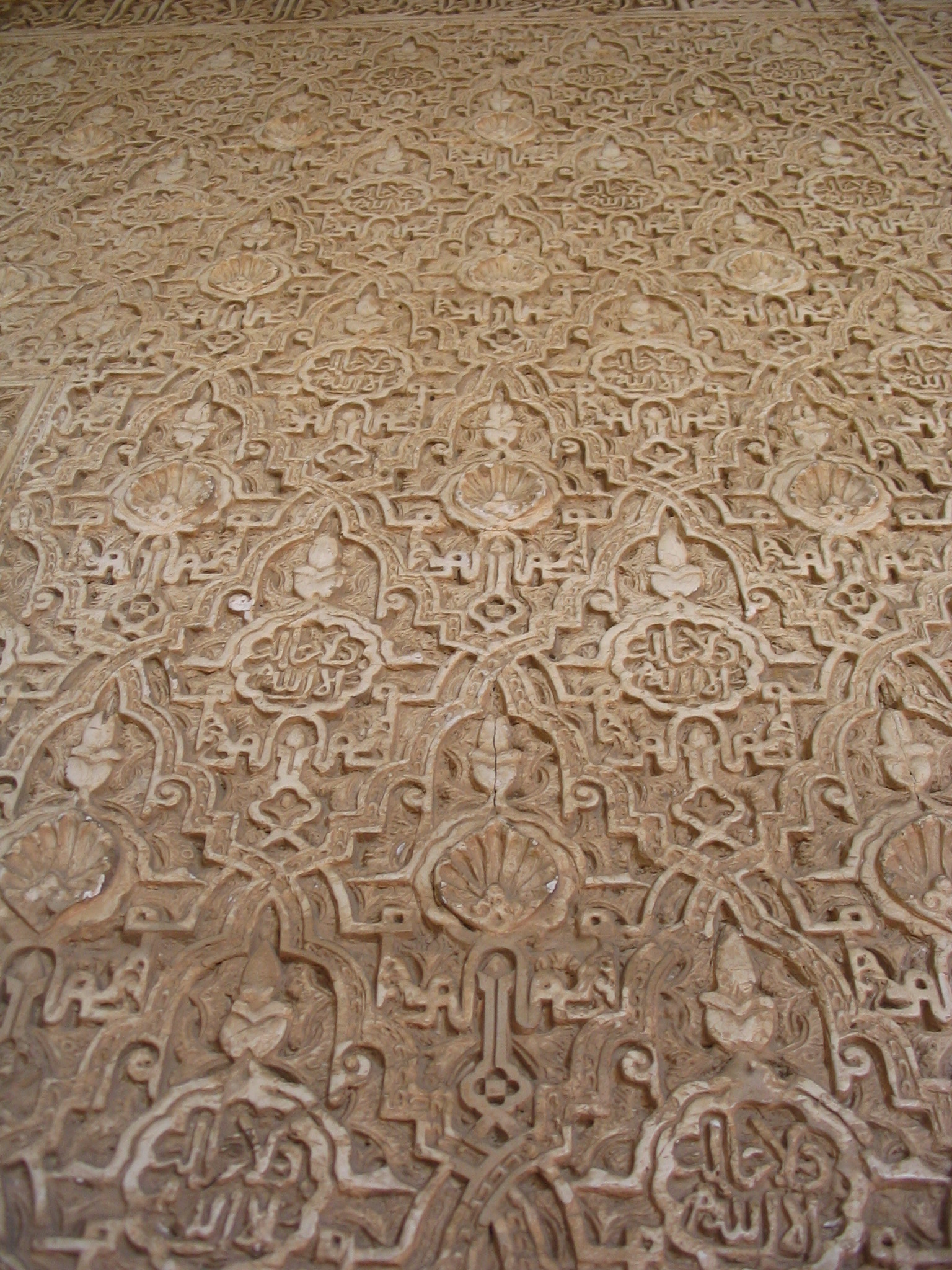
Арабеска

Значительное количество восточных, преимущественно арабских слов, вошедших в эпоху крестовых походов в западные языки, указывает обыкновенно на заимствование того, что обозначается этими словами. Таковы (помимо указанных выше) итал. dogana, фр. douane — таможня; адмирал, талисман и др. Крестовые походы познакомили западных учёных с арабской и греческой наукой (например, с Аристотелем). Особенно много приобретений сделала в это время география: Запад близко ознакомился с целым рядом стран, мало известных ранее; широкое развитие торговых сношений с Востоком дало возможность европейцам проникнуть в такие отдалённые и малоизвестные тогда страны, как Центральная Азия (путешествия Плано Карпини, Вильгельма из Рубрука, Марко Поло). Значительные успехи сделали тогда также математика, астрономия, естественные науки, медицина, языкознание, история. В европейском искусстве с эпохи крестовых походов замечается известное влияние искусства византийского и мусульманского.
Такие заимствования можно проследить в архитектуре (подковообразные и сложные арки, арки в форме трилистника и остроконечные, плоские крыши), в скульптуре (арабески — самое название указывает на заимствование от арабов), в художественных ремёслах. Поэзии, духовной и светской, крестовые походы дали богатый материал. Сильно действуя на воображение, они развивали его у западных поэтов; они познакомили европейцев с сокровищами поэтического творчества Востока, откуда перешло на Запад много поэтического материала, много новых сюжетов. В общем, знакомство западных народов с новыми странами, с иными чем на Западе политическими и общественными формами, со множеством новых явлений и продуктов, с новыми формами в искусстве, с другими религиозными и научными взглядами — должно было чрезвычайно расширить умственный кругозор западных народов, сообщить ему небывалую дотоле широту. Западная мысль стала выбиваться из тисков, в которых католическая церковь держала до тех пор всю духовную жизнь, науку и искусство. Авторитет римско-католической церкви был сильно подорван неудачей тех стремлений и крушением надежд, с которыми она повела Запад в крестовые походы. Широкое развитие под влиянием крестовых походов и через посредство сирийских христиан торговли и промышленности содействовало экономическому преуспеванию стран, принявших участие в этом движении, и давала простор разнообразным мирским интересам, а это ещё более подрывало здание средневековой церкви и её аскетические идеалы. Ближе ознакомив Запад с новой культурой, сделав для него доступными сокровища мысли и художественного творчества греков и мусульман, развив мирские вкусы и взгляды, крестовые походы подготовляли так называемое Возрождение, которое хронологически непосредственно примыкает к ним и в значительной степени есть их следствие. Этим способом крестовые походы косвенно содействовали выработке нового направления в духовной жизни человечества и подготовили, отчасти, основы новой европейской цивилизации.
Также произошёл рост европейской торговли: из-за падения Византийской империи началось господство итальянских купцов в Средиземном море.
Во время крестовых походов на ближний Восток погибло по разным оценкам от 1 до 9 миллионов человек

## Крестовые походы в Европе

### Крестовый поход против славян (1147)
Захватнический поход европейских феодалов против полабско-прибалтийских славян. Проходил с целью обращения в христианство язычников-славян одновременно со вторым крестовым походом в Палестину. Инициаторами похода были саксонские феодалы и духовенство, стремившиеся снова захватить славянские земли за рекой Эльба (Лаба), утраченные ими после восстаний славян в 983 и 1002 годах. Войско саксонского герцога Генриха Льва попыталось захватить земли бодричей, но под руководством князя Никлота бодричи предприняли активные действия против крестоносцев, вынудив их к миру. Другое феодальное войско, руководимое Альбрехтом Медведем, действовавшее против лютичей и поморян, также не добилось успеха. Однако в 1150—1160-х годах германские феодалы возобновили свой натиск и захватили земли лютичей и бодричей.

### Альбигойский крестовый поход (1209—1229)
В середине 1209 года около 10 000 вооружённых крестоносцев собрались в Лионе. В июне Раймунд VI Тулузский из опасений перед ними обещал католическому духовенству начать военные действия против катаров, и спустя некоторое время его отлучение от церкви было снято. Тем временем крестоносцы подошли к Монпелье. Земли Раймунда-Рожера Транкавеля вокруг Альби и Каркассона, на которых жили общины катаров, оказались под угрозой разорения. Как и Раймунд Тулузский, Раймунд-Рожер попытался договориться с вождями крестоносцев, но ему отказали во встрече, и он поспешил назад к Каркассону, чтобы подготовить город к обороне. В июле крестоносцы захватили маленькую деревушку Севье и подступили к Безье. Они потребовали, чтобы все катары вышли из города. Те отказались, и после взятия Безье всё его население было вырезано. Современные источники оценивают число погибших в диапазоне между семью и двадцатью тысячами. Последнее число, вероятно сильно завышенное, появляется в отчёте папского легата Арнольда Амальрика.
Следующей мишенью стал Каркассон, к которому крестоносцы подошли 2 августа 1209 года.

### Крестовые походы пастушков
Первый поход пастушков (1251)
После неудачи Седьмого крестового похода в Северной Франции возникло крестьянское движение, которое возглавил «Мастер Венгрии». Целью было заявлено освобождение попавшего в плен короля Людовика IX Святого. Он набрал армию, которая насчитывала до 60000 человек. Основу её составляли молодые крестьяне. Однако до Святой земли они не добрались: они начали устраивать беспорядки во французских городах, в результате чего были отлучены от церкви, а сам мастер был убит около Буржа.
Второй поход пастушков (1320)
Поход возглавил молодой пастух, заявивший, что у него было видение, по которому он был призван на битву против неверных. Под его командование сбегались крестьяне. Как и в первом походе, армия «пастушков» добывала себе пропитание грабежами в Южной Франции. После того как они добрались до Аквитании, папа Иоанн XXII выступил с проповедью против «пастушков», а король Филипп V Длинный разбил крестьянскую армию.

### Северные крестовые походы
Проводились с конца XII века в восточной Прибалтике Швецией, Данией, Тевтонским орденом (основанным изначально в Палестине) и созданным уже в Прибалтике орденом меченосцев, с целью захвата территорий, населённых летто-литовскими (пруссы, латгалы и др.) и финно-угорскими (ливы, чудь, емь и др.) племенами, соседствующими с Новгородской республикой, Полоцким княжеством, Мазовецким княжеством (и в ряде случаев состоящими в зависимости от них).
Ливонский крестовый поход (1193—1230, с несколькими перерывами)
Северный крестовый поход официально начался в 1193 году, когда папа римский Целестин III призвал к «христианизации» язычников Северной Европы, хотя ещё до этого королевства Скандинавии и Священная Римская империя уже вели военные действия против северных народов восточной Европы.
Датский крестовый поход в Эстонию (1219)
В 1219—1220 годах состоялся Датский крестовый поход в Эстонию, в ходе которого датчанами была захвачена северная Эстония.
В результате восстания 1223 года, начавшегося со взятия и разрушения эзельцами (жителями острова Сааремаа) замка, построенного незадолго перед этим датчанами, почти вся территория Эстонии была освобождена от крестоносцев и датчан. Был заключён союз с новгородцами и псковичами. В Дорпате, Вилиендэ и других городах были размещены небольшие русские гарнизоны (в этом году состоялась знаменитая битва на реке Калке, в которой объединённое войско южных русских княжеств и половцев потерпело сокрушительное поражение от монголов). Однако уже в следующем году Дорпат (Юрьев), как и остальная материковая часть Эстонии, был снова захвачен крестоносцами.
Крестовые походы в Финляндию и на Русь (1232—1240)
В начале XIII века немецкие крестоносцы, шведские и датские рыцари вели активную экспансию в Прибалтике и Финляндии, тем самым лишая русские земли, прежде всего Полоцкое княжество и Новгородскую республику, влияния в регионе. Крестоносцам удалось сломить сопротивление прибалтийских племён, лишить русских их крепостей в Ливонии и выйти к границам русских земель.
После двух набегов (на Изборск и Тёсов) крестоносцев новгородские и владимирские войска вторглись во владения Ордена, одержали победу в сражении на Омовже (1234) и склонили орден к миру на своих условиях.
В 1237 году, после разгрома Ордена меченосцев в битве при Сауле он объединился с Тевтонским орденом, владевшим значительной частью Пруссии.
В папской булле от 9 декабря 1237 Григорий IX обратился к шведскому архиепископу и его епископам с призывом организовать «крестовый поход» в Финляндию «против тавастов» и их «близких соседей». Тем самым, призывая крестоносцев уничтожать «врагов креста», папа имел в виду наряду с тавастами (другое название — емь) также карелов и русских, в союзе с которыми тавасты в эти годы энергично противились католической экспансии.
Вильгельм Моденский по распоряжению папы стал активно формировать антирусскую коалицию. При его участии 7 июня 1238 года в Стенби, резиденции датского короля Вальдемара II, состоялась встреча короля с магистром уже объединённого Тевтонского ордена в Ливонии Германом Балком. Тогда был составлен договор по Эстонии, согласно которому треть завоёванных земель отдавалась Ордену, остальные — датскому королю. Тогда же обсуждался и вопрос о совместном выступлении на Русь трёх главных участников коалиции: с одной стороны — датских крестоносцев, располагавшихся в Эстонии, тевтонцев из Ливонии и крестоносцев, обосновавшихся в Финляндии, а с другой — шведских рыцарей. Это был единственный раз, когда объединились три силы западноевропейского рыцарства: шведы, немцы и датчане.
В 1238 году римский папа благословил короля Швеции на крестовый поход против новгородских земель, а всем участникам этого похода обещал отпущение грехов.
В 1239 году шведы и немцы договорились о совместных действиях, а в 1240 году перешли к активной фазе вторжения, рассчитывая, что ослабленные монгольским нашествием русские княжества не смогут оказать серьёзного сопротивления.

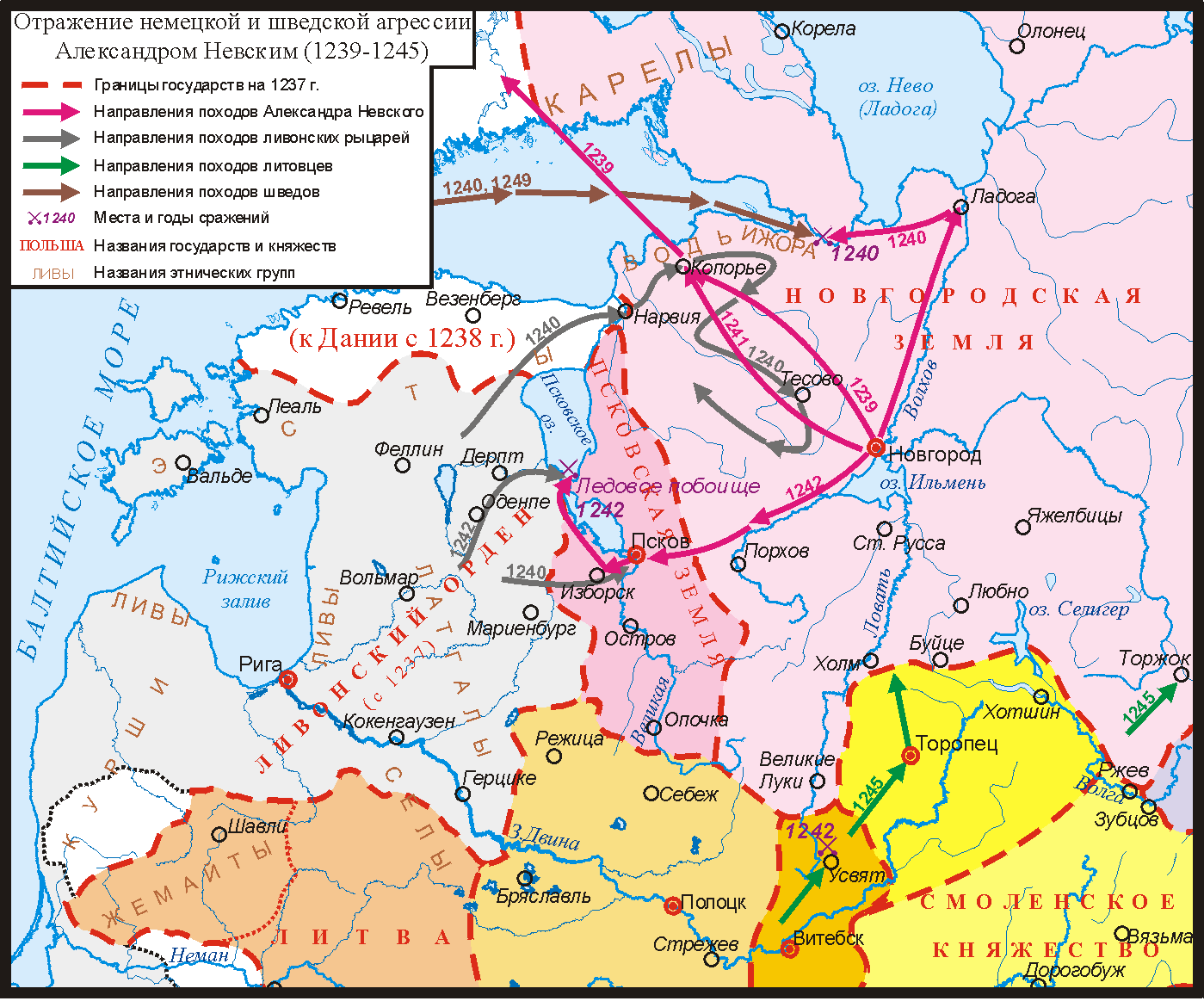
Карта 1239—1245

Однако, в 1240 году шведские рыцари, которые должны были наносить первый удар по Новгороду с севера, со стороны реки Невы, были разбиты молодым новгородским князем Александром Ярославичем, который после этой битвы получил прозвище «Невский». Итогом сражения на Неве стало то, что шведы надолго отказались от дальнейших попыток нападать на новгородские земли. Немецкие рыцари в августе-сентябре захватили крепость Изборск, разбили посланный на выручку Изборску отряд из Пскова, а вскоре взяли и сам Псков. Тем временем новгородская знать изгнала Александра Ярославича, но зимой немцы заняли земли вожан, обложили их данью, построили близ Финского залива крепость Копорье и подошли на 30-40 вёрст к Новгороду. Немецкие рыцари основательно оседали на захваченных землях, получая на это из Рима «узаконенное право». Папа Григорий IX отдал захваченные крестоносцами русские земли эзельскому епископу Генриху, который в апреле 1241 года, в свою очередь, заключил договор с рыцарями, по которому управление землями передавал им, в том числе и сбор податей (поскольку «на них падает труд, издержки и опасность при покорении язычников», к числу коих были причислены и православные христиане), десятую часть которых забирал в пользу католической церкви.
Но вскоре ситуация изменилась — Александр вернулся в Новгород и к началу 1242 года смог отбить все захваченные немцами территории, после чего повёл русское войско на территорию Ливонского Ордена. 5 апреля 1242 года на льду Чудского озера состоялась знаменитая битва, вошедшая в историю как Ледовое побоище. Немецкие рыцари были разбиты русским войском, что фактически означало провал попыток крестоносцев захватить богатые земли Новгорода и Пскова.

### Крестовый поход против Орды (1253)
Объявленный в 1253 году папой римским Иннокентием IV, но так и не состоявшийся из-за уклончивой позиции Короля Руси Даниила Галицкого крестовый поход.

### Крестовый поход на Смирну (1343—1348)
Крестовый поход на Смирну усилиями Венеции, Родоса и Кипра привёл к гибели Умура, эмира Айдына и предводителя пиратов Эгейского моря.

### Берберский крестовый поход (1390—1391)
В 1390—1391 годах герцог Людовик II де Бурбон, при поддержке Генуэзской республики, совершил крестовый поход в Тунис, направленный против варварийских пиратов, осадив Махдию и Карфаген.

### Крестовый поход против османов (1396)
В 1396 году собралось значительное крестоносное войско под предводительством венгерского короля Сигизмунда, графа Иоанна Неверского и других; но в битве при Никополе турки нанесли ему сокрушительное поражение.

### Крестовый поход на Варну (1443—1444)
Крестовый поход, окончившийся гибелью польско-венгерского короля Владислава в битве при Варне в 1444 году.

### Последующие походы
Проповедь римскими папами крестовых походов для оказания помощи погибавшей восточной империи не находила на Западе достаточного сочувствия, и Константинополь пал в 1453 году. В 1454 году герцог Бургундии Филипп III Добрый, вдохновлённый римским папой, приславшим ему знамя, пожелал устроить крестовый поход против Османской империи, дав по этому поводу торжественный обет в Лилле, однако замысел его так и не был осуществлён, главным образом из-за нестабильной обстановки в его собственных владениях.
Ещё ранее, в 1439 году, была заключена Флорентийская уния, объективно выгодная папской курии, поскольку ставила восточную церковь в подчинённое положение по отношению к западной. Впоследствии в Русском государстве развилась идея о Третьем Риме, и в 1589 году был образован независимый Московский патриархат. Последним крестовым походом против турок можно считать войну 1683 года, закончившуюся их разгромом под Веной.